# 판막
판막(valve)은 혈액의 역류를 막기 위해 혈관과 심장에 존재하는 막 구조물이다.
인체에 존재하는 판막은 다음과 같다.
- 심장판막 - 대동맥판, 허파동맥판, 삼첨판, 승모판, 총 네 개의 판막이 심장에서 혈액이 제대로 흐르도록 하기 위해 존재한다.[1] 삼첨판과 승모판은 심방과 심실 사이에 존재하는 방실판막으로 혈액이 심실에서 심방으로 역류하는 것을 방지한다. 대동맥판과 허파동맥판은 심실과 동맥 사이에 존재하는 반달판막으로 혈액이 동맥에서 심실로 역류하지 않도록 한다.
- 심장정맥굴판막 - 심장정맥굴 입구에 존재하는 우심방의 구조물이다.
- 아래대정맥판막 - 아래대정맥과 우심방 사이에 존재하는 판막이다.
- 정맥의 판막 - 정맥의 판막은 혈액이 심장 쪽으로 계속 흐르도록 하는 구조이다. 혈액이 거꾸로 흐르면 정맥 판막이 닫혀 혈액 역류를 막는다. 정맥 판막이 손상되면 혈액이 심장으로 가지 않고 역류하여 정맥이 늘어나고 피부 표면에서도 보이게 되는 정맥류의 원인이 된다.[2]
- 림프관의 판막 - 림프관 역시 림프가 역류하지 않도록 하는 첨판으로 이루어진 판막을 가진다.[3] 림프관 내강의 판막이 없다면 림프부종으로 이어질 수 있다.[4]
- 헤이스터 나선판막 - 쓸개주머니관 안에 존재하는 판막으로 관이 꼬이는 것을 막아준다.[5]